# Visuel kultur
Visuel kultur (fra engelsk: visual culture) betegner en studieretning og et fagområde, der undersøger visuelle udtryk i populærkulturen i bredeste forstand. Modsat kunsthistoriefaget opererer visuel kultur sædvanligvis ikke med et klassisk værkbegreb.
Inden for visuel kultur analyseres bl.a. teknologiske billedmedier, herunder reklame, musikvideo og videokunst samt visuel perception og oplevelse. Forskellige billedmediers æstetik står centralt, men også det teknologiske fundament for nyere massemedier behandles.
Visuel kultur udbydes i Danmark på Københavns Universitet som en overbygningsuddannelse.